# Penglai
Penglai léase Peng-Lái (en chino:蓬莱市,pinyin:Pénglái shì) es una ciudad-condado portuaria bajo la administración de la ciudad-prefectura de Yantai, en la provincia de Shandong, noreste de la República Popular China. Se ubica en las costas del Mar de Bohai con una población cercana al medio millón en un área de 1128 km².

## Administración
La ciudad-condado se divide en 7 poblados y 5 subdistritos:
- Poblado Beigou  (北沟镇)
- Poblado Cunli (村里集镇)
- Poblado Daxindian (大辛店镇)
- Poblado Xiaomenjia (小门家镇)
- Poblado Daliu (大柳行镇)
- Poblado Chaoshui (潮水镇)
- Poblado Liujiagou (刘家沟镇)
- Subdistrito Dengzhou (登州街道)
- Subdistrito Nanwang (南王街道)
- Subdistrito Penglaige (蓬莱阁街道)
- Subdistrito Xingang (新港街道)
- Subdistrito Zijing (紫荆山街道)

## Historia
El puerto fue llamado Dengzhou (登州), un puerto fortificado escondido del mar, uno de los puertos militares más antiguas de China, construido en 1376 bajo la dinastía Ming y es un monumento histórico protegido. Era "el puerto para la flota de juncos de la guerra imperial y la ciudad de la guarnición semi-imperial".
Penglai fue el primer puerto en la península de Shandong, que se abrió a los extranjeros en el siglo XIX .lo que fue el primer lugar que se establecieron las misiones cristianas. Posteriormente, se vio ensombrecido por el puerto de Yantai (Chefoo) a 95 km al este. Su paisaje se ha ganado la fama de la ciudad como el lugar mítico donde los Ocho Inmortales flotaron sobre el mar desde los acantilados rojos hasta allí, debido a esta conexión con los inmortales, los emperadores Qin Shi Huang y Han Wu Di llegaron a Penglái en busca de un elixir de la inmortalidad. La ciudad también es famosa por sus espejismos en el mar, que son frecuentes durante mayo y junio.

## Economía
La producción de vino es la industria más grande de la provincia solo por detrás de la agricultura. Sin embargo, en Penglái, el turismo es la principal industria,incluso ha sido clasificada por el gobierno chino como principal destino turístico nacional.
Las colinas al sur de Penglái tiene una altitud media de 200 metros, mientras que las zonas costeras son relativamente planas. La mayor parte del suelo es suelto y bien aireado, y rico en minerales y materias orgánicas que permitan el pleno desarrollo de los sistemas de raíces de uvas para la producción de vino.
- Datos: Q1357774
- Multimedia: Penglai / Q1357774

1. ↑  «郵遞區號查詢 - 郵編庫» [Consulta de código postal]. tw.youbianku.com (en chino). 2005. Consultado el 25 de enero de 2018.